# Lucienne Ercole
Lucienne Ercole, née le 26 mars 1894 à Paris dans le 18e arrondissement et morte le 9 août 1985 à Reims, est une écrivaine française.

## Biographie
Lucienne Ercole épouse, à Paris en 1921, Henri Antoine Alexandre Amoretti, journaliste au Nord-Est à Reims, dont elle divorce en 1930. Elle se remarie, à Reims en 1931, avec le docteur Raymond Lefèvre, médecin chargé du cours d'anatomie à l'Hôpital de Reims.
Elle est l'auteur de plusieurs nouvelles et romans, dont un roman satirique qui met en scène le milieu des médecins rémois intitulé les Augures en veston, elle est également l'auteur d'un ouvrage sur les camisards, Vie et mort des Camisards,, (ce qui lui vaut d'être choisie comme membre correspondant en novembre 1950 de l'Académie des sciences et lettres de Montpellier), 
ainsi que d'une étude sur la cour de France au XVIIIe siècle traduite en anglais par Gleb Struve et Hamish Miles. Enfin, elle rédige un petit roman intitulée La Dame aux violettes  évoquant  une personnalité native de Reims, la comtesse de Loynes, dite « La Dame aux violettes », ainsi surnommée par Alexandre Dumas fils auteur de La Dame aux camélias.
Elle repose à Paris, au cimetière des Batignolles.

## Œuvre

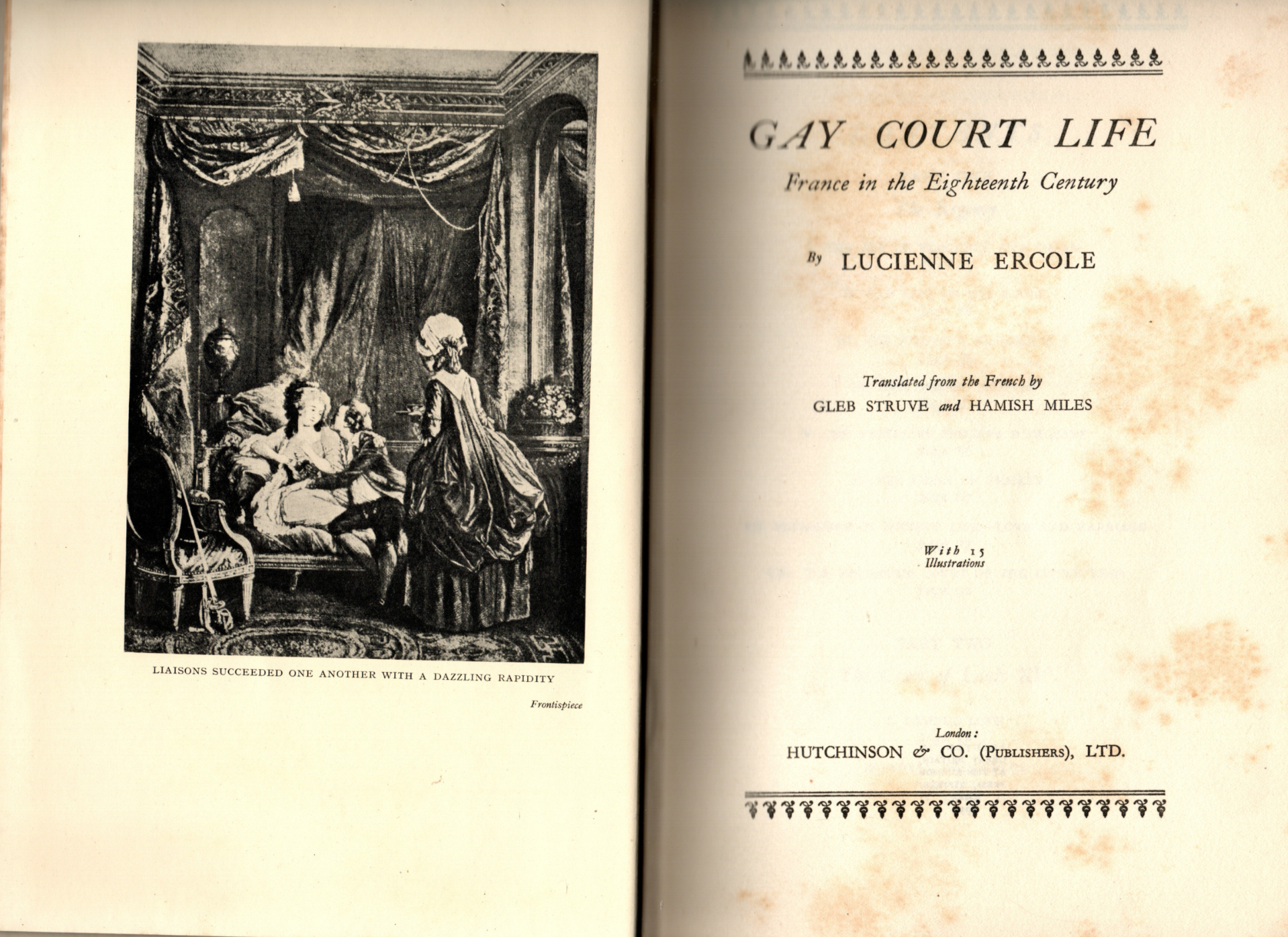
Premières pages de Gay Court Life.
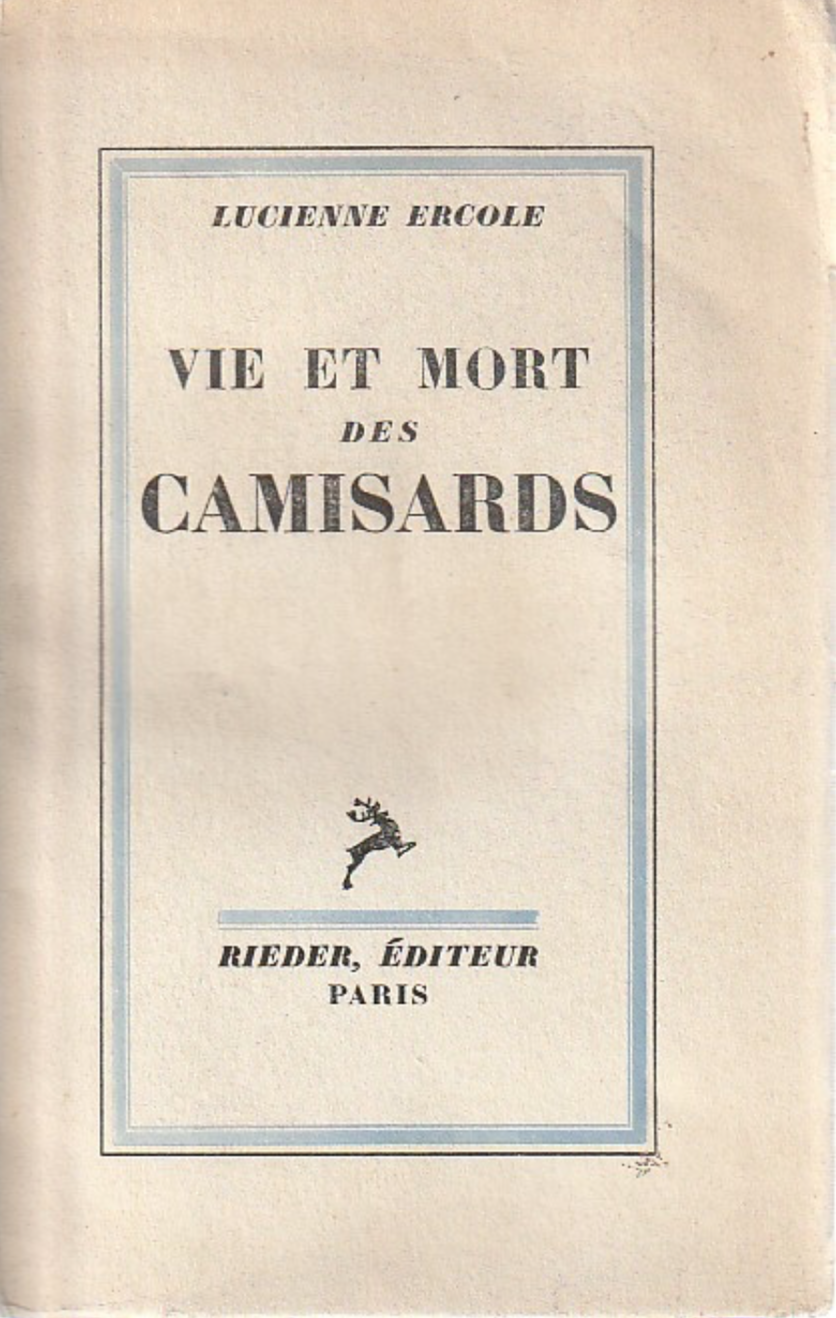
Couverture de Vie et Mort des Camisards.

### Publications
- Les Augures en veston, Paris, Arthème Fayard, Œuvres libres no 127, janvier 1932 (OCLC 560432338).
- Visages de l'amour, Paris, Arthème Fayard, Œuvres libres no 136, octobre 1932 (OCLC 80940210).
- (en) Gay Court Life of France : France in the eighteenth century (trad. Gleb Struve (en) et Hamish Miles (d)), Londres, Harper-Hutchinson, New York (OCLC 2774484).
- Vie et mort des Camisards, Paris, Rieder, 1933 (OCLC 459376972)
- Bouddha tout en or, Paris, Arthème Fayard, Œuvres libres no 156, janvier 1934 (OCLC 766156536).
- La Dame aux violettes (Madame de Loynes), Paris, Arthème Fayard, Œuvres libres no 167, mai 1935 (OCLC 29142209).
- Jeux du Ciel, Paris, Rieder, 1936 (OCLC 78266856).

### Réception critique
Son ouvrage de vulgarisation historique, Vie et mort des Camisards, traitant de la Guerre des Cévennes, reproduit de très larges extraits de Mémoires de Mazel et de Marion, un manuscrit retrouvé en Angleterre et précédemment publié par Charles Bost. Le livre s'attache plus à établir des portraits des protagonistes que de retracer cette période historiques. Elle dresse notamment un portrait assez peu flatteur de Jean Cavalier, finalement décrit comme un arriviste. L'ouvrage est reçu de façon sévère par une partie de la critique, que ce soit Charles Bost, qui y trouve toutefois quelques détails nouveaux mais non sourcés, par la revue Polybiblion, dont l'auteur considère qu'il serait « difficile d'écrire un volume avec plus de haine sournoise à l'égard de l'Église catholique », eu égard au portrait de tortionnaire dressé de l'Abbé du Chayla ou encore par La Révolution prolétarienne, qui regrette, outre les longues citations de « l'illuminé Abraham Mazel », « un texte bâclé », un manque d'esprit critique et une construction défaillante malgré quelques anecdotes dignes d'intérêt. À l'inverse, Gringoire en fait une courte recension très positive, louant sa concision, sa composition et son style, En 1967, la Revue historique le juge « intéressant, mais superficiel ».
Son roman Les Jeux du ciel, qui décrit l'ascension sociale d'un Savoyard venu faire fortune à Paris, reçoit une critique plus partagée, certains se montrant assez séduits. Le critique de Gringoire loue malgré quelques défauts une « romancière-née », tandis qu'à Alger, le critique de La Presse libre lui trouve « beaucoup de talent, et chose curieuse, un talent plus masculin que féminin par sa fermeté, sa solidité, son manque de sentimentalisme ».